# أسطورة الفيرماخت النظيف

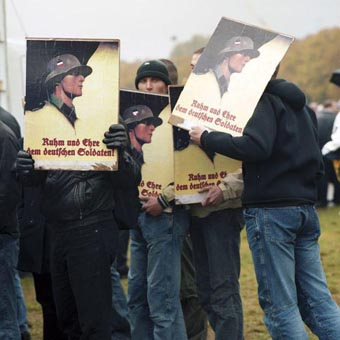
النازيون الجدد يحتجون على معرض الفيرماخت. أدى المعرض المتجول ، الذي نظمه معهد هامبورغ للأبحاث الاجتماعية، إلى تآكل الأسطورة لدى الجمهور الألماني في التسعينيات.

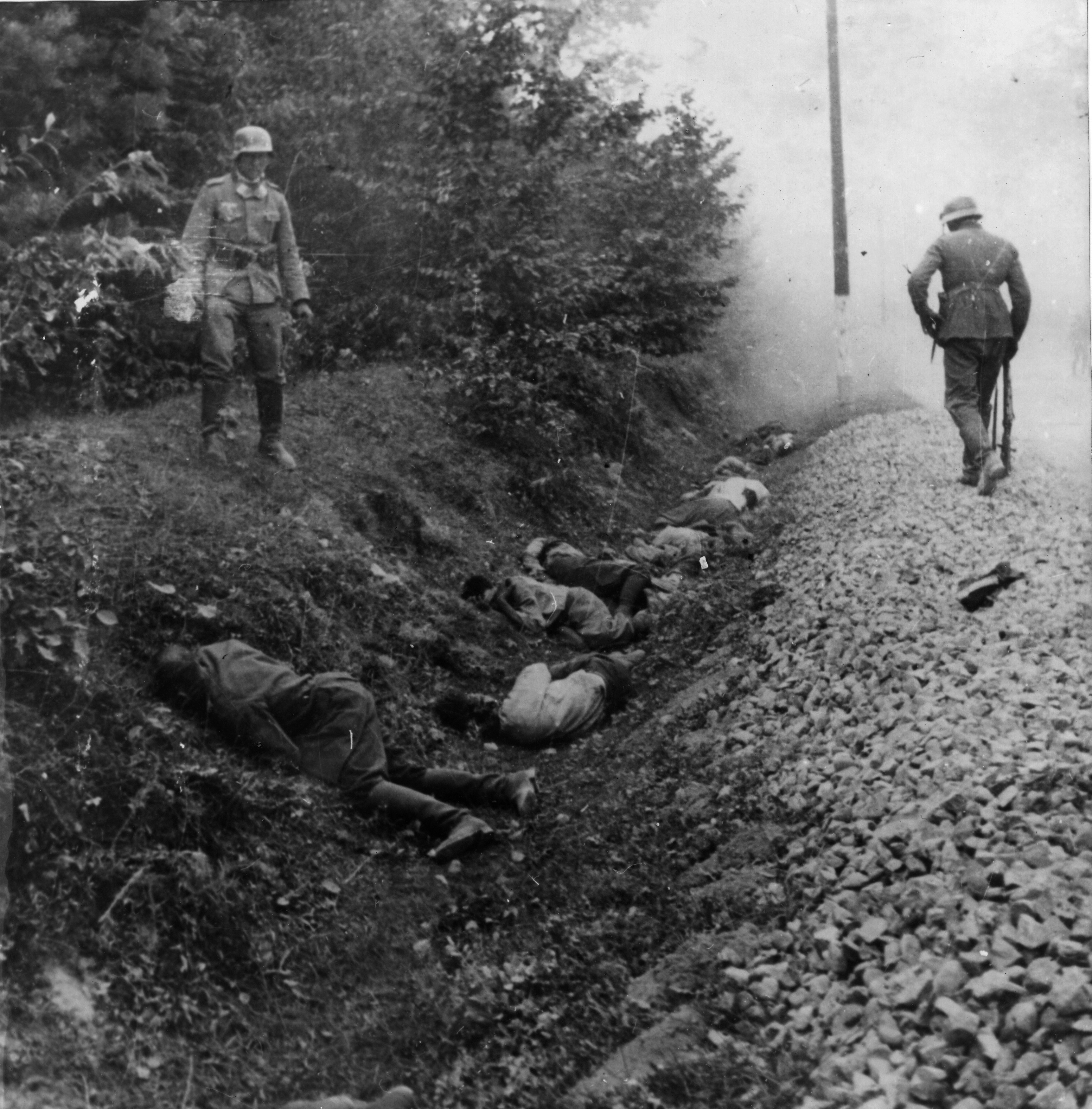
تم إعدام حوالي 300 أسير حرب بولندي من قبل جنود فوج المشاة الميكانيكي الخامس عشر الألماني في سيبيلوف في 9 سبتمبر 1939.

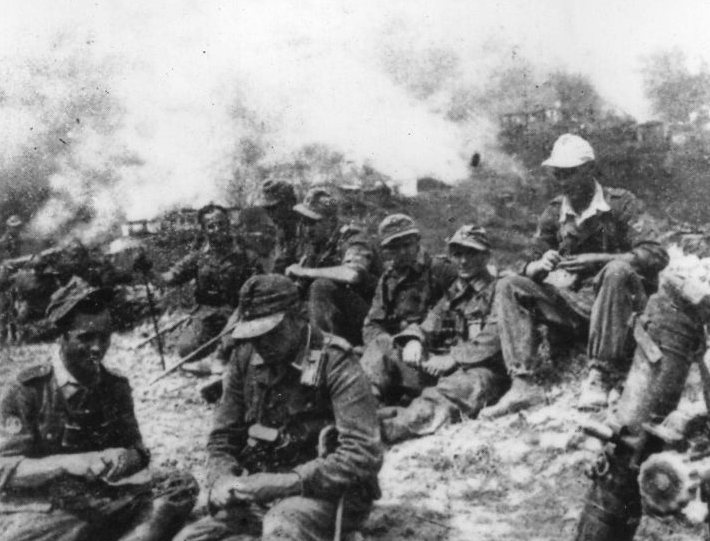
جنود هير بعد إحراق مدينة كالافريتا

أسطورة الفيرماخت النظيف هي الفكرة الوهمية بأن القوات المسلحة الألمانية النظامية (الفيرماخت) لم تكن متورطة في الهولوكوست أو غيرها من جرائم الحرب خلال الحرب العالمية الثانية. الأسطورة تنكر مسؤولية القيادة العسكرية الألمانية في التخطيط لجرائم الحرب والإعداد لها. وحتى في الحالات التي تم فيها الاعتراف بارتكاب جرائم الحرب وشن حرب الإبادة، خاصة في الاتحاد السوفيتي - حيث كان النازيون ينظرون إلى السكان على أنهم «من دون البشر» يحكمهم المتآمرون «البلاشفة اليهود» - فإنهم ينسبون إلى «جنود الحزب»، شوتزشتافل (SS)، وليس الجيش الألماني النظامي.
بدأ تشكيل الأسطورة في المحكمة العسكرية الدولية التي عقدت بين 20 نوفمبر 1945 و1 أكتوبر 1946 في نورمبرغ. وقع فرانز هالدر وقادة فيرماخت الآخرين على مذكرة الجنرالات بعنوان «الجيش الألماني من 1920 إلى 1945»، والتي حددت عناصرها الرئيسية. كانت المذكرة محاولة لتبرئة الفيرماخت من جرائم الحرب. أصبحت القوى الغربية مهتمة بشكل متزايد بالحرب الباردة المتنامية وأرادت أن تبدأ ألمانيا الغربية في إعادة التسلح لمواجهة التهديد السوفياتي المتصور. في عام 1950، التقى مستشار ألمانيا الغربية كونراد أديناور مع ضباط سابقين لمناقشة إعادة تسليح ألمانيا الغربية وتم الاتفاق على مذكرة هيمرود. حددت هذه المذكرة الشروط التي بموجبها ستعيد ألمانيا الغربية تسليحها: يجب إطلاق سراح مجرمي الحرب، وتشويه صورة الجندي الألماني يجب إنهائها، ويجب تغيير الرأي العام الأجنبي عن الفيرماخت. دوايت آيزنهاور، الذي سبق وصف الفيرماخت بالنازيين، غير رأيه لتسهيل إعادة التسلح. أصبح البريطانيون مترددين في مواصلة المحاكمات وأطلقوا سراح مجرمين مدانين بالفعل في وقت مبكر.
قام أديناور بإغراء المحاربين القدامى وسن قوانين العفو لأنه كان هناك قدر كبير من التعاطف الألماني مع مجرمي الحرب. شعر المفوض السامي البريطاني بأنه مضطر لتذكير شعب ألمانيا الغربية بأن المجرمين المتورطين قد أدينوا بالمشاركة في قتل مواطني الحلفاء. بدأ هالدر العمل في مركز التاريخ العسكري لجيش الولايات المتحدة. كان دوره هو تجميع والإشراف على ضباط الفيرماخت السابقين لكتابة تاريخ متعدد المجلدات للجبهة الشرقية. أشرف على كتابات 700 من الضباط الألمان السابقين ونشر الأسطورة من خلال شبكته. قام ضباط الفيرماخت والجنرالات بإنتاج مذكرات تتبع الأسطورة، والتي حققت شعبية هائلة. قام هاينز غوديريان وإريك فون مانشتاين بإنتاج مذكرات مبيعًا. ساهم مانشتاين في الأسطورة حيث دافع محامي الدفاع عن إطلاق النار على المدنيين وجرائم الحرب الأخرى. بعد إدانة مانشتاين، جند محاميه المشاهير لتأمين إطلاق سراحه على أساس أن احتياجات الحرب الباردة يجب أن تسود.
ثبت أن عام 1995 كان نقطة تحول في الوعي العام الألماني. بدأ معهد هامبورغ للبحوث الاجتماعية معرضًا بجولة يدعى معرض فيرماخت (بالألمانية لـ "Wehrmacht Exhibition") والذي كشف جرائم الحرب التي كان الفيرماخت مسؤول عنها إلى جمهور أوسع وخلق نقاشًا طويل المدى وإعادة تقييم للأسطورة. أظهر المعرض 1380 صورة بيانية لقوات الفيرماخت «العادية» المتواطئة في جرائم الحرب. كتب هانز هير أن جرائم الحرب قد تم تغطيتها من قبل العلماء والجنود السابقين. أطلق المؤرخ الألماني وولفرام ويت على أطروحة الفيرماخت النظيف «شهادة الزور الجماعي». حافظ جيل الحرب على الأسطورة بقوة وتصميم. لقد قمعوا المعلومات واستغلوا سياسة الحكومة؛ بعد رحيلهم، لم يكن هناك ضغط كاف للحفاظ على الخداع القائل بأن الفيرماخت لم يكن شريكًا كاملاً في القتل الجماعي الصناعي للنظام.

## الخطوط العريضة للأسطورة
يعني مصطلح «الفيرماخت النظيف» ان أيدي الجنود الألمان والبحارة والطيارين «نظيفة». لم تكن ملطخة بدماء أسرى الحرب المقتولين، اليهود أو المدنيين.  كان الفيرماخت هو القوات المسلحة المشتركة لألمانيا النازية من 1935 إلى 1945. كان يتألف من هير، كريغسمارينه ولوفتفافه. تم إنشاؤه في 16 مارس 1935 بإصدار قانون دفاع أدولف هتلر الذي أدخل التجنيد في القوات المسلحة.  ضم الفيرماخت متطوعين ومجندين، في المجموع حوالي 18 مليون رجل. ما يقرب من نصف جميع المواطنين الذكور الألمان أدو الخدمة العسكرية.    تؤكد الأسطورة أن هتلر والحزب النازي وحدهما صمموا حرب الإبادة وأن جرائم الحرب لم يرتكبها سوى قوات الأمن الخاصة. في الواقع، قرر زعماء الفيرماخت والحزب النازي حرب الإبادة. كان الفيرماخت متواطئ في العديد من جرائم الحرب من تلقاء نفسه وقام بمساعدة قوات الأمن الخاصة بشكل روتيني.  في أعقاب الحرب، بدأت حكومة ألمانيا الغربية سياسة واسعة النطاق لتغطية وإنكار لإعفاء مجرمي الحرب السابقين من المسؤولية. سمح ذلك لهؤلاء الأفراد بدور أكبر في المجتمع الألماني بعد الحرب. 

## خلفية

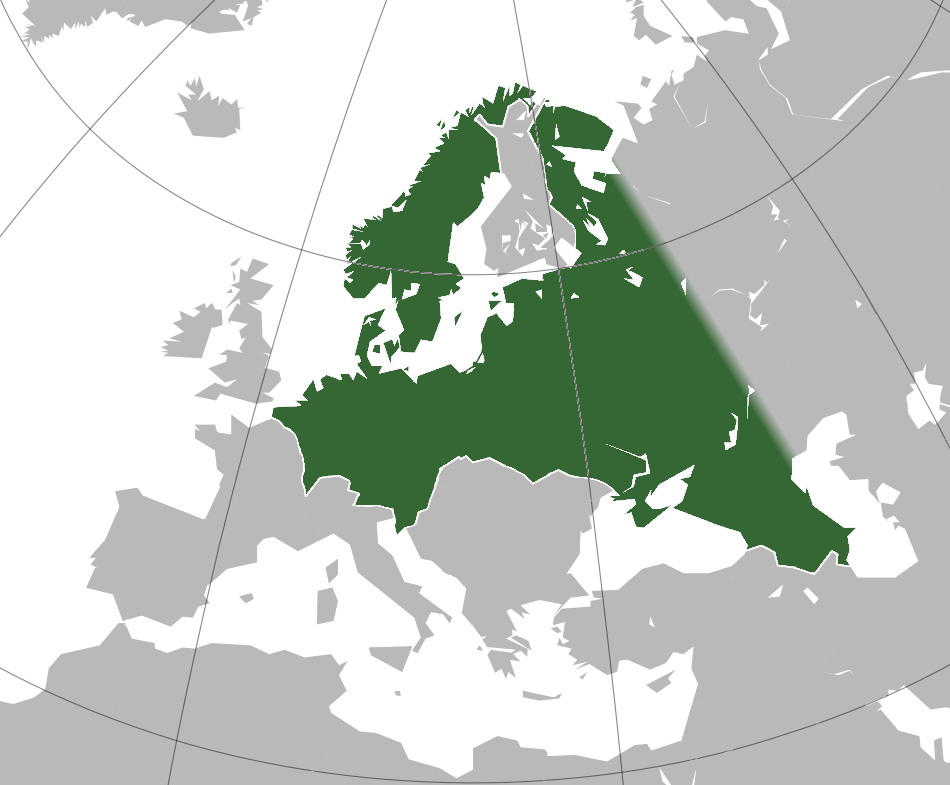
تهدف القيادة النازية إلى احتلال أراضي أوروبا الشرقية، وإبادة السكان السلافيين، واستعمار الإقليم مع المستوطنين الألمان.

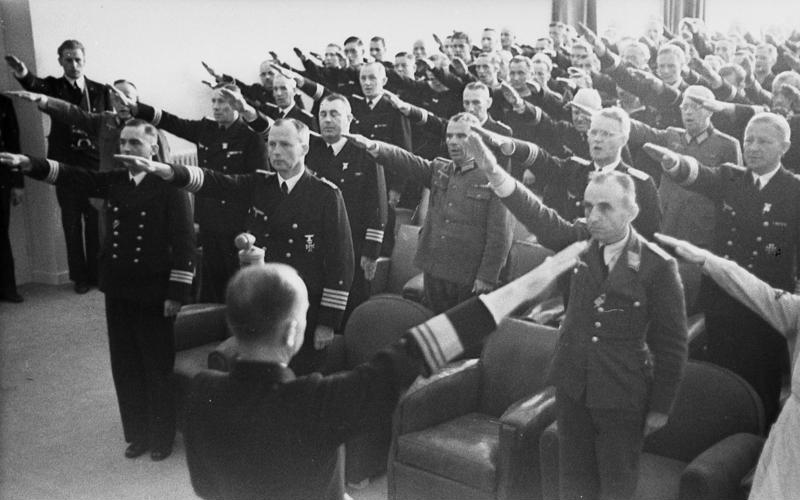
ضباط الفيرماخت يؤدون التحية النازية في عام 1941

### حرب الإبادة
خلال الحرب العالمية الثانية، وضعت حكومة ألمانيا النازية والقيادة العليا للقوات المسلحة (OKW) والقيادة العليا للجيش (OKH) أسسًا للإبادة الجماعية في الاتحاد السوفيتي.  منذ البداية، تم تصميم الحرب ضد الاتحاد السوفيتي كحرب إبادة.  نظرت السياسة العنصرية لألمانيا النازية إلى الاتحاد السوفيتي وأوروبا الشرقية على أنهما يسكنهما "بشر" غير آريين، يحكمهم المتآمرون «البلاشفة اليهود».  قيل إن السياسة النازية هي قتل أو ترحيل أو استعباد غالبية السكان الروس وغيرهم من السلافيين وفقًا للخطة الرئيسية للشرق. 
قبل وأثناء عملية بارباروسا، غزو الاتحاد السوفيتي، تم تلقين القوات الألمانية بالدعاية المناهضة للبلاشفة ومعاداة السامية والسلافية.  أعقاب الغزو، أخبر ضباط الفيرماخت جنودهم باستهداف أشخاص وصفوا بأنهم «بلاشفة يهود»، «جحافل المغول»، «الفيضان الآسيوي» و«الوحش الحمر».  نظر الكثير من الجنود الألمان إلى الحرب من وجهة النظر العنصرية النازية، واعتبروا أعداءهم السوفييت غير إنسانيين.  في خطاب ألقاه أمام الجيش الرابع بانزر، ردد الجنرال إريك هوبنر الخطط العنصرية النازية بزعم أن الحرب ضد الاتحاد السوفيتي كانت «جزءًا أساسيًا من كفاح الشعب الألماني من أجل الوجود»، وأن «الكفاح يجب أن يستهدف إبادة روسيا اليوم، وبالتالي يجب شنها بقسوة لا مثيل لها». 
قتل اليهود كان معروفا في الفيرماخت. خلال الانسحاب من الاتحاد السوفيتي، دمر الضباط الألمان وثائق تجرمهم.  عمل جنود الفيرماخت بنشاط مع فرق الموت شبه العسكرية التابعة لشوتزشتافل (SS) في ألمانيا النازية التي كانت مسؤولة عن عمليات القتل الجماعي، وأينزاتسغروبن، وشاركت في عمليات القتل الجماعي معهم مثل في بابي يار.  اعتبر ضباط الفيرماخت أن العلاقة مع أينزاتسغروبن أخوية وتتسم بالود. 

### الجرائم في بولندا وصربيا واليونان والاتحاد السوفيتي
نفذ الفيرماخت جرائم حرب في جميع أنحاء القارة بما في ذلك بولندا واليونان وصربيا والاتحاد السوفيتي.  أول قتال مهم للفيرماخت كان غزو بولندا في 1 سبتمبر 1939. في أبريل 1939 كان رينهارد هايدريش، مهندس الحل النهائي، قد رتب بالفعل التعاون بين أقسام الاستخبارات في فيرماخت وأينزاتسغروبن.  كان سلوك الجيش في بولندا مقدمة لحرب إبادة، فقد بدأ الفيرماخت بالمشاركة في عمليات القتل واسعة النطاق للمدنيين والثوار. 
وصفت روسيا البيضاء السوفيتية بأنها «أكثر الأماكن دموية على الأرض بين عامي 1941 و1944».  مات واحد من كل ثلاثة من البيلاروسيين خلال الحرب العالمية الثانية. تم تنفيذ المحرقة بالقرب من البلدات التي يعيش فيها السكان. قلة قليلة من الضحايا ماتوا في مراكز الإبادة مثل أوشفيتز.  عاش معظم اليهود السوفيت في منطقة غرب روسيا التي كانت تعرف سابقًا باسم نطاق الاستيطان.  تم تكليف الفيرماخت في البداية بمساعدة أينزاتسغروبن. 

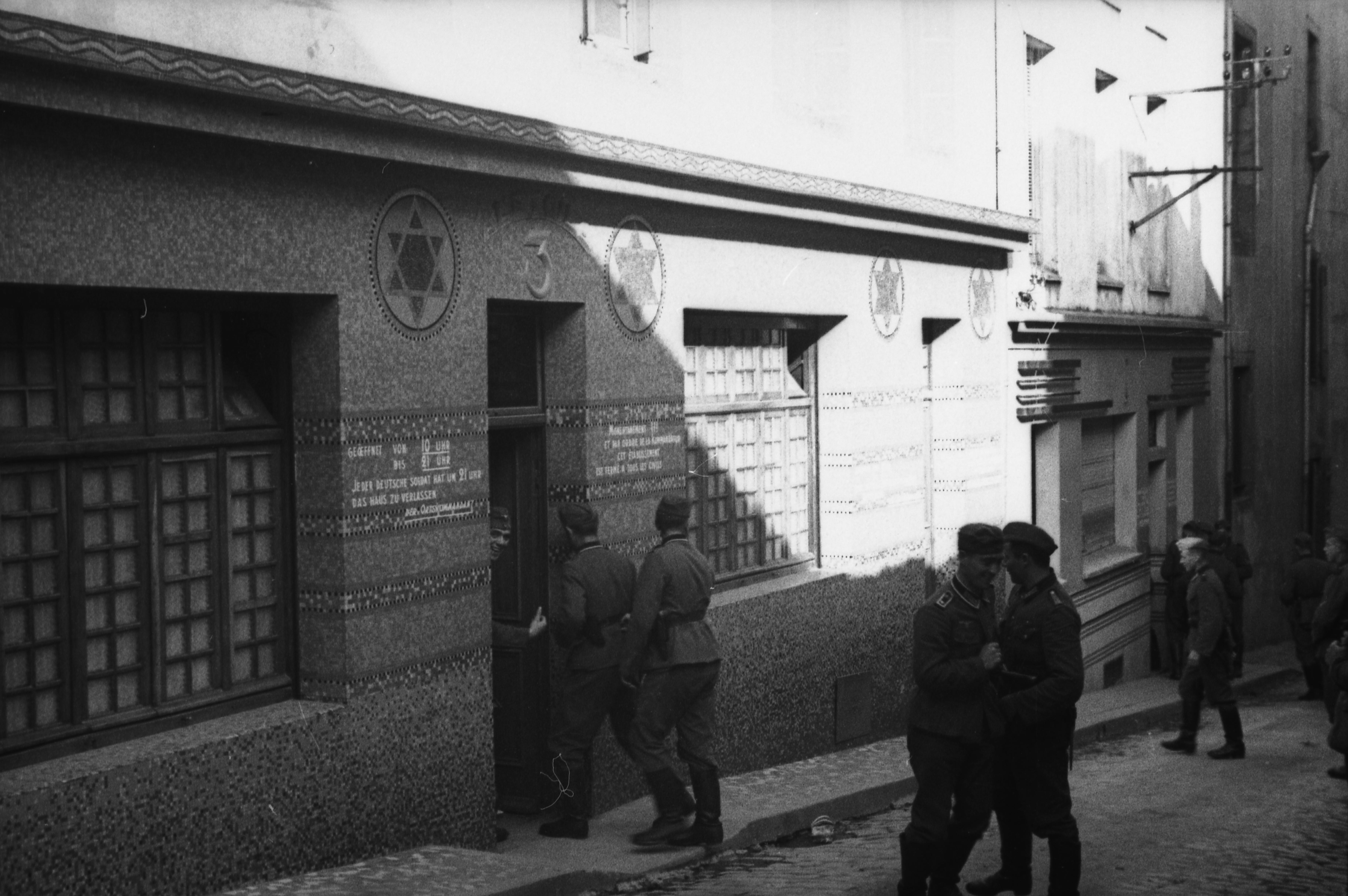
كنيس تم استخدامه كبيت للدعارة. تم اختطاف فتيات لا تتجاوز أعمارهن 15 عامًا بواسطة الفيرماخت لاستخدامهن جنسيا.

تم إنشاء بيوت الدعارة العسكرية الألمانية في جميع أنحاء أوروبا المحتلة. في العديد من الحالات في أوروبا الشرقية، اختُطفت النساء والفتيات المراهقات من الشوارع خلال جولات الشرطة والشرطة الألمانية واستخدمن كعبيد للجنس. تم اغتصاب النساء من قبل ما يصل إلى 32 رجلاً يوميًا بتكلفة رمزية لثلاث رايخ مارك. كتب فرانز ماويك سائق بعثة الصليب الأحمر السويسري حول ما رآه في عام 1942: 
 "الألمان يرتدون الزي الرسمي... ينظرون بثبات إلى النساء والفتيات الذين تتراوح أعمارهم بين 15 و25 عامًا. يقوم أحد الجنود بسحب مصباح حيب يدوي ويضيء على عيني إحدى النساء مباشرة. تقوم المرأة بإدارة وجوهها الشاحب لنا، معبرة عن التعب. الأول هو حوالي 30 سنة. "ما الذي تبحث عنه هذه العاهرة الكبيرة هنا؟" - يضحك أحد الجنود الثلاثة. "الخبز يا سيدي" - يسأل المرأة. . . . "ركلة في المؤخرة ما تحصل عليه، وليس الخبز" - يجيب الجندي. صاحب المصباح يوجه الضوء مرة أخرى على وجوه وأجساد الفتيات. . . . أصغرهم ربما بعمر 15 سنة. . . يفتحون معطفها ويبدأون في النظر بشهوة. "ويقول هذه الفتاة مثالية للنوم معها"  
 ويقدر المؤلف أورسولا شيل أن ما يصل إلى عشرة ملايين امرأة في الاتحاد السوفياتي ربما تعرضت للاغتصاب على أيدي جنود الفيرماخت، وربما أصبحت واحدة من كل عشرة حاملات نتيجة لذلك.
تم احتلال يوغوسلافيا واليونان بشكل مشترك بين الإيطاليين والألمان. بدأ الألمان في اضطهاد اليهود على الفور، لكن الإيطاليين رفضوا التعاون. حاول ضباط الفيرماخت ممارسة الضغط على نظرائهم الإيطاليين لوقف هجرة اليهود من المناطق المحتلة؛ ومع ذلك، رفض الإيطاليون. كان رد فعل الجنرال ألكساندر لور بالاشمئزاز واصفا الإيطاليين بالضعف.  وكتب بيانًا غاضبًا لهتلر قائلاً إن «تنفيذ قوانين الحكومة الكرواتية المتعلقة باليهود يقوضه المسؤولون الإيطاليون لدرجة أنه في المنطقة الساحلية - خاصة في موستار ودوبروفنيك وكريكفينيكا - يحمي الإيطاليون العديد من اليهود. تمت مرافقة الجيش واليهود الآخرين عبر الحدود إلى دالماتيا الإيطالية وإيطاليا نفسها».  قتل الفيرماخت يهود صربيا منذ منتصف عام 1941. وقد بدأ هذا الإبادة بشكل مستقل، دون تدخل قوات الأمن الخاصة. 

## بداية الأسطورة

### مذكرة الجنرالات
لعب الجنرال فرانز هالدر، رئيس أركان القيادة العليا للجيوش الألمانية بين عامي 1938 و1942، دورًا رئيسيًا في خلق أسطورة الفيرماخت النظيف.  نشأة الأسطورة في «مذكرة الجنرالات» التي تم إعدادها في نوفمبر 1945 وتم تقديمها إلى المحكمة العسكرية الدولية في نورمبرج. كانت بعنوان «الجيش الألماني من 1920 إلى 1945» وشارك في تأليفه هالدر ووالتر فون بوتشيتش وإيريك فون مانشتاين، إلى جانب شخصيات عسكرية بارزة أخرى. كان يهدف إلى تصوير القوات المسلحة الألمانية على أنها غير سياسية وبريئة إلى حد كبير من الجرائم التي ارتكبها النظام النازي.   تم تبني الاستراتيجية المحددة في المذكرة في وقت لاحق من قبل هانز لاتيرنزر، المحامي الرئيسي للدفاع في محاكمة القيادة العليا لكبار قادة الفيرماخت.  كتبت الوثيقة بناء على اقتراح الجنرال الأمريكي ويليام ج. دونوفان، الذي أسس وكالة الاستخبارات المركزية لاحقًا. لقد نظر إلى الاتحاد السوفيتي كتهديد عالمي للسلام العالمي. شغل دونوفان منصب نائب المدعي العام في المحكمة العسكرية الدولية؛ لم يعتقد هو وبعض الممثلين الأمريكيين الآخرين أن المحاكمات يجب أن تستمر. كان يعتقد أن على أمريكا أن تبذل قصارى جهدها لتأمين ألمانيا كحليف عسكري ضد الاتحاد السوفيتي في الحرب الباردة المتنامية. 

### لوبي-مجموعة ضغط هانكي
في بريطانيا، شغل موريس هانكي سلسلة من المناصب من 1908 إلى 1942 ونصح كل رئيس وزراء من أسكويث إلى تشرشل بشأن المسائل الاستراتيجية.  شعر هانكي بقوة أن المحاكمات المتعلقة بجرائم الحرب كانت خاطئة، لأنه اعتقد أنه في سياق الحرب الباردة قد تحتاج بريطانيا إلى جنرالات الفيرماخت السابقين للقتال ضد الاتحاد السوفيتي في حرب عالمية ثالثة محتملة.  اعترض هانكي أيضًا على ارتكاب جرائم حرب ضد الزعماء اليابانيين وضغط على بريطانيا لوقف محاكمة مجرمي الحرب اليابانيين وإطلاق سراح الذين أدينوا بالفعل.  الرغم من أن جهود هانكي نيابة عن جنرالات الفيرماخت غير معروفة، إلا أنه كان قائد مجموعة ضغط قوية في بريطانيا عملت وراء الكواليس وفي الأماكن العامة لإنهاء محاكمات جرائم الحرب وإطلاق سراح جنرالات الفيرماخت المدانين بالفعل.   عندما زار أديناور لندن في عام 1951، كان لديه لقاء خاص مع هانكي لمناقشة عمله نيابة عن جنرالات الفيرماخت. 

### مذكرة هيميرود

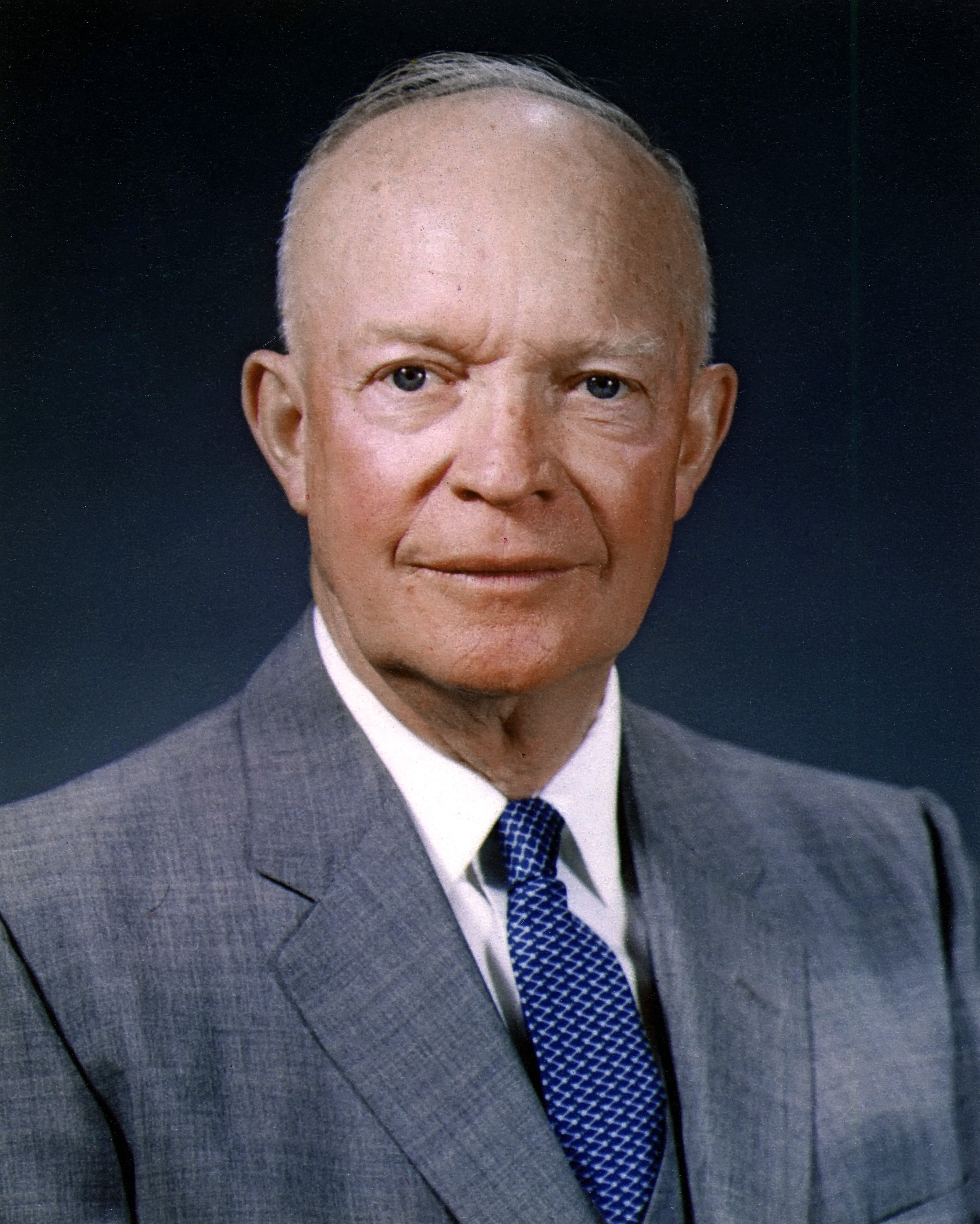
غير دوايت أيزنهاور رأيه في الفيرماخت لتسهيل إعادة تسليح ألمانيا الغربية.

كانت القوى الغربية مهتمة بإمكانية الحرب مع الاتحاد السوفيتي ومكافحة الشيوعية.  في عام 1950، بعد بدء الحرب الكورية، أصبح من الواضح للأمريكيين أنه يجب إعادة إحياء الجيش الألماني ضد التهديد الذي يشكله الاتحاد السوفيتي. واجه كل من السياسيين الأمريكيين والألمان الغربيين احتمال إعادة بناء القوات المسلحة لألمانيا الغربية.  اهتم البريطانيون بالحرب الباردة المتنامية وأرادوا تشجيع حكومة ألمانيا الغربية على الانضمام إلى جماعة الدفاع الأوروبية وحلف شمال الأطلسي.  
قام كونراد أديناور، مستشار ألمانيا الغربية، بترتيب لقاءات سرية بين مسؤوليه وضباط الجيش الألماني السابقين لمناقشة إعادة تسليح ألمانيا الغربية. عُقدت الاجتماعات في دير هيميرود في الفترة بين 5 أكتوبر 1950 و 9 أكتوبر 1950 وشمل هيرمان فويرش، أدولف هيوسنجر وهانز شبايدل. خلال الحرب، عمل فويرتش تحت قيادة والتر فون ريشيناو، وهو نازي متحمس أصدر ترتيب الخطورة. أصبح Foertsch أحد مستشاري الدفاع في Adenauer. 
قدم ضباط الفيرماخت عددًا من المطالب بإعادة تسليح ألمانيا الغربية. وُضعت المطالب في مذكرة هيميرود وتضمنت: سيتم إطلاق سراح جميع الجنود الألمان المدانين كمجرمي حرب، ويجب إيقاف «التشهير» بالجندي الألماني، بما في ذلك جنود فافن إس إس. 

### الرأي العام الألماني الغربي
في أعقاب الحرب العالمية الثانية مباشرة، كان هناك تعاطف ألماني كبير مع مجرمي الحرب. شعر المفوض السامي البريطاني في ألمانيا المحتلة بأنه مضطر لتذكير الجمهور الألماني بأن المجرمين المتورطين قد أدينوا بالمشاركة في تعذيب أو قتل مواطني الحلفاء.  في أواخر الأربعينيات والخمسينيات من القرن الماضي، كان هناك طوفان من الكتب الجدلية والمقالات التي تطالب بالحرية لـ «مجرمي الحرب».  كتب المؤرخ الألماني نوربرت فراي أن المطالبات الواسعة بحرية مجرمي الحرب كان بمثابة اعتراف غير مباشر في المجتمع بأسره بالاشتراكية القومية.  وأضاف أن محاكمات جرائم الحرب كانت بمثابة تذكير مؤلم بطبيعة النظام الذي تعرف عليه كثير من الناس العاديين. في هذا السياق، كان هناك طلب كبير لإعادة تأهيل الفيرماخت. 

## نمو الأسطورة

### البيئة السياسية

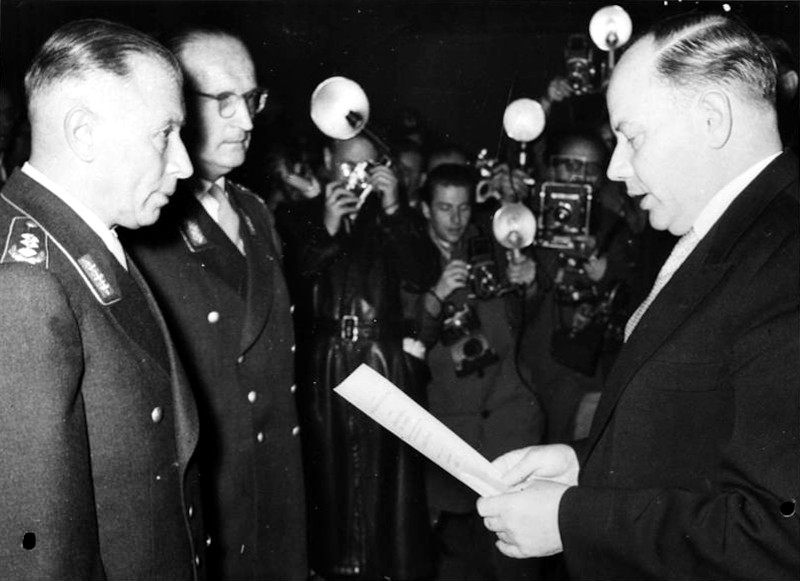
تأسس الجيش الألماني الجديد، البوندسوير، في عام 1955.

في أوائل الخمسينيات من القرن العشرين، تبنت الأحزاب السياسية في ألمانيا الغربية قضية مجرمي الحرب ودخلت منافسة افتراضية على أصوات المحاربين القدامى في زمن الحرب. كان هناك إجماع سياسي واسع يمثل وجهة النظر القائلة بأن «الوقت قد حان لإغلاق الفصل».  شرع مستشار ألمانيا الغربية، كونراد أديناور، في سياسات شملت العفو، ووضع حد لبرامج إزالة النازية، والإعفاء من قانون العقوبات. قام أديناور بإغراء المحاربين القدامى للحصول على أصواتهم من خلال زيارة علنية لسجن مجرمي الحرب الباقين على قيد الحياة. هذه اللفتة ساعدته على الفوز في الانتخابات الفيدرالية عام 1953 بأغلبية الثلثين.  نجح أديناور في تقييد مسؤولية جرائم الحرب على هتلر وعدد صغير من «مجرمي الحرب الرئيسيين».  في الخمسينيات من القرن الماضي، توقفت التحقيقات الجنائية في الفيرماخت ولم تكن هناك إدانات. لقد أصدر وزراء العدل الألمان قانون جرائم الحرب الذي تم في الواقع تعريفه بشكل محرج. وفسر أدلبيرت روكيرل، رئيس التحقيق، القانون على أنه لا يمكن التحقيق إلا مع قوات الأمن الخاصة وشرطة الأمن وحراس معسكرات الاعتقال وحراس الأحياء اليهودية. غرست الأسطورة بقوة في أذهان الجمهور، وكان المدعون العامون الألمان غير راغبين في تحدي المزاج الوطني السائد والتحقيق مع مجرمي الحرب المشتبه بهم في الفيرماخت.  تم تأسيس الجيش الألماني الجديد، البوندسوير، في عام 1955 مع أعضاء بارزين في الفيرماخت في مناصب. إذا تم توجيه الاتهام لأعداد كبيرة من ضباط الفيرماهت السابقين في جرائم الحرب، فإن البوندسوير قد تعرض للتلف وتشويه سمعة كل من ألمانيا وخارجها. 
في أعقاب عودة آخر أسرى الحرب من الأسر السوفياتية، في 7 أكتوبر 1955، أقسم 600 عضو سابق في الفيرماخت وفافن غس إس اليمين العام في ثكنات Friedland التي تلقت رد فعل إعلامي قوي. قال في اليمين: «[أقسم أننا لم نرتكب جريمة قتل. إذا جلبنا المعاناة والبؤس إلى أشخاص آخرين، فقد تم ذلك وفقًا لقوانين الحرب».

### فرانز هالدر

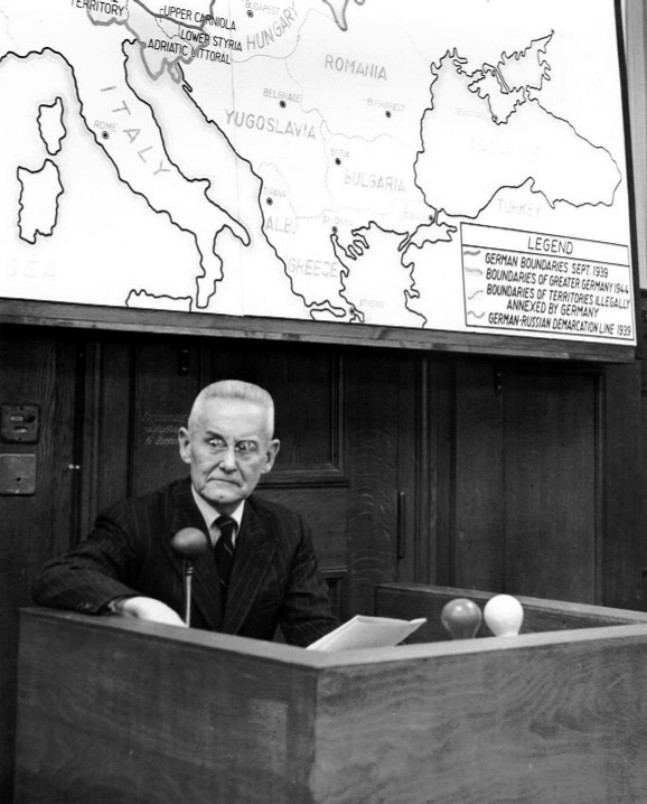
قام فرانز هالدر بالتستر على جرائم الفيرماخت من خلال عمله مع القسم التاريخي للجيش الأمريكي.

مع تقدم الحرب الباردة، أصبحت الاستخبارات العسكرية التي يقدمها القسم الألماني من القسم التاريخي للجيش الأمريكي أكثر أهمية بالنسبة للأمريكيين.  أشرف هالدر على القسم الألماني من البرنامج البحثي الذي أصبح يعرف باسم «مجموعة هالدر».  أنتجت مجموعته أكثر من 2500 مخطوطًا تاريخيًا رئيسيًا مكون أكثر من 700 مؤلف ألماني متميز يوردون تفاصيل الحرب العالمية الثانية.  استخدم هالدر المجموعة لإعادة اختراع تاريخ زمن الحرب باستخدام الحقيقة، نصف الحقيقة، التشويه والأكاذيب.  أنشأ «مجموعة مراقبة» من الضباط النازيين السابقين الموثوق بهم الذين فحصوا جميع المخطوطات وطلبوا من المؤلفين تغيير المحتوى.  كان نائب هالدر في المجموعة هو أدولف هوزنجر الذي كان يعمل أيضًا في منظمة جيلين، وهي منظمة الاستخبارات العسكرية الأمريكية في ألمانيا. 

### اقتباسات
1. 1 2 3 4 5 6 7 8 9 10 11 12 13 14 15 16 17 18 19 20 21 22 23 24  Wette 2007.
2. ↑  Müller 2016.
3. ↑  "HyperWar: Handbook on German Military Forces (Chapter 1)". www.ibiblio.org. ص. [I–57]. مؤرشف من الأصل في 2019-06-24. اطلع عليه بتاريخ 2019-08-14.
4. ↑  Förster 1988.
5. 1 2  Stahel 2009.
6. 1 2  Evans 1989.
7. ↑  Förster 2005.
8. ↑  Ingrao 2013.
9. ↑  Heer et al. 2008.
10. ↑  Hilberg 1985.
11. 1 2 3 4 5 6 7  Beorn 2014.
12. ↑  Herbermann, Nanda (2000). The Blessed Abyss: Inmate #6582 in Ravensbrück Concentration Camp for Women (بالإنجليزية). Wayne State University Press. ISBN:978-0-8143-2920-7. Archived from the original on 2020-05-13.
13. ↑  Yudkin، Leon (1993). Hebrew literature in the wake of the Holocaust. International Center for University Teaching of Jewish Civilization. Rutherford: Fairleigh Dickinson University Press. ص. 13–22. ISBN:0-8386-3499-0. OCLC:27265678. مؤرشف من الأصل في 2019-12-18.
14. ↑  Lenṭin، Ronit. (2000). Israel and the daughters of the Shoah : reoccupying the territories of silence. New York: Berghahn Books. ص. 33–34. ISBN:1-57181-774-3. OCLC:44720589.
15. 1 2  Gmyz, Cezary (22 Apr 2007). "Seksualne niewolnice III Rzeszy". WPROST.pl (بالبولندية). Archived from the original on 2019-04-22. Retrieved 2019-08-13.
16. ↑  "Zur Debatte um die Ausstellung Vernichtungskrieg. Verbrechen der Wehrmacht 1941–1944 im Kieler Landeshaus" (PDF). gegenwind.info. 1999. ص. 9. مؤرشف من الأصل (PDF) في 2019-12-14. اطلع عليه بتاريخ 2019-09-01.
17. 1 2 3 4 5 6 7 8 9  Smelser & Davies 2008.
18. 1 2  Hébert 2010.
19. 1 2 3 4 5 6 7  von Lingen 2009.
20. ↑  Large 1987.
21. ↑  Hans Reichelt, Die deutschen Kriegsheimkehrer. Was hat die DDR für sie getan? Eastern edition, Berlin 2007